# Control d'autoritats
El control d'autoritats, en biblioteconomia i ciències de la informació, és el procés tècnic de mantenir el control d'encapçalaments (noms, títols, col·leccions, matèries) del catàleg d'una biblioteca, creant una llista d'autoritats.
El control d'autoritats compleix dues funcions importants:
- Permet que catalogadors desambigüin noms semblants o idèntics
- El control d'autoritats és usat per catalogadors per disposar materials que estan lògicament relacionats, encara que es presentin de forma diferent